# Joseph Malègue

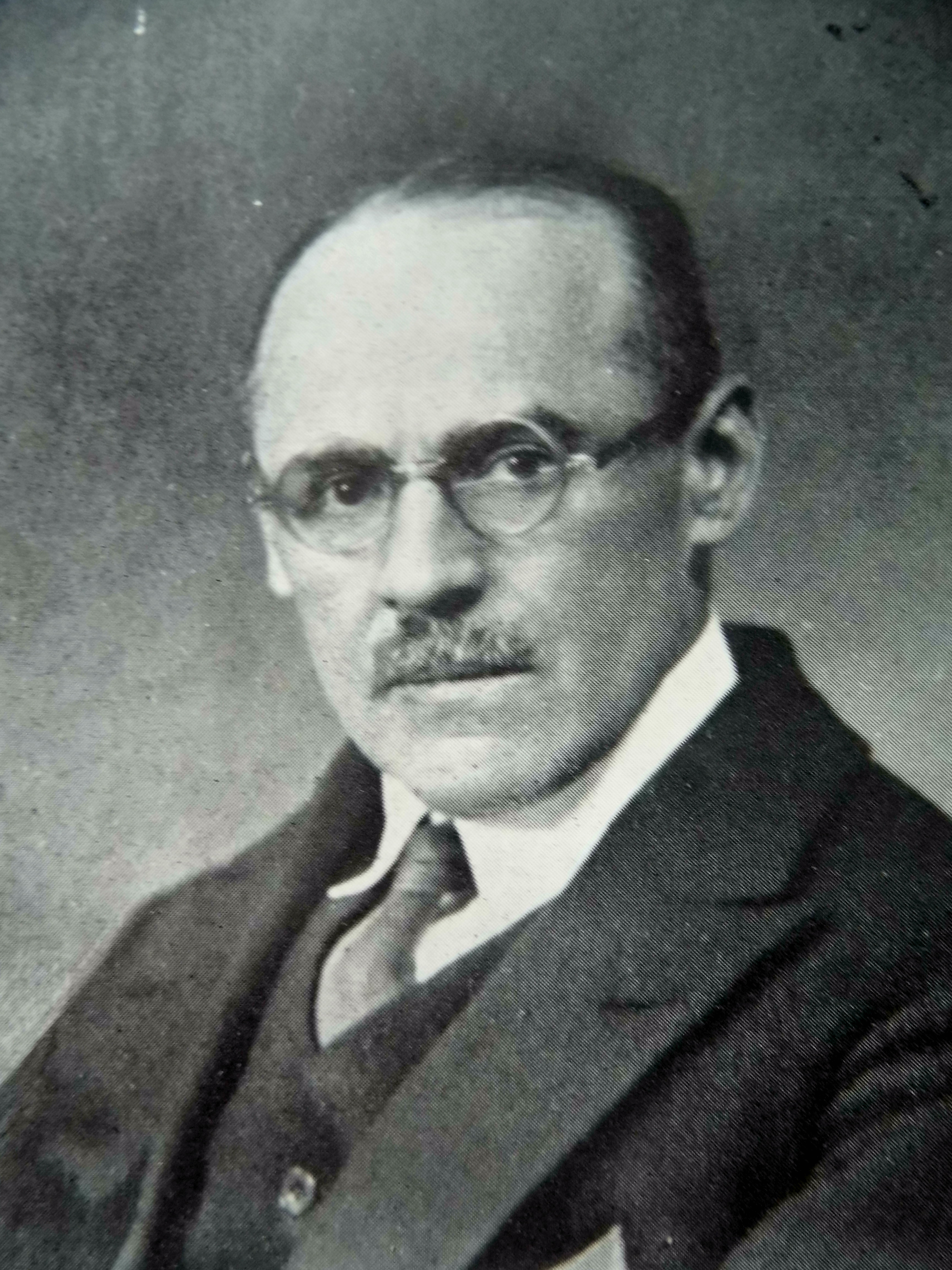
Joseph Malègue, 1933

Joseph Malègue (* 8. Dezember 1876; † 30. Dezember 1940) war ein französischer katholischer Schriftsteller, hauptsächlich bekannt als Autor von Augustin ou le Maître est là (1933) und Pierres noires. Les classes moyennes du Salut.

## Leben
Malègue nahm zweimal erfolglos an der Aufnahmeprüfung für die École Normale Supérieure teil, 1900 und 1901. Der Misserfolg könnte auf seine schlechte Gesundheit zurückzuführen gewesen sein.
Zwischen 1902 und 1912, während mehrerer Aufenthalte in England, verfasste er eine Doktorarbeit über die hohe Arbeitslosigkeit unter den Gelegenheitsarbeitern in den englischen Hafendocks.
Während des Ersten Weltkriegs konnte Malègue aufgrund seiner schlechten Gesundheit nur in einer Krankenstation arbeiten, obwohl er mehrfach versuchte, sich einer Kampfeinheit anzuschließen. 1917 arbeitete er in der Internationalen Hilfskommission in London. Von 1922 bis 1927 unterrichtete er an der École Normale und bildete dort Lehrer für Grundschulen in Savenay aus. 1923 heiratete er die Ärztin Yvonne Pouzin. Sie lebten gemeinsam in Nantes.
Malègues Roman Augustin ou le Maître est là wurde 1930 vollendet. Der französische Philosoph Jacques Chevalier, ein Freund von Malègue, versuchte vergeblich, den Verlag Plon davon zu überzeugen, das Werk zu veröffentlichen. Am Ende musste Malègue den Verlag Spes bezahlen, um die ersten 3000 Exemplare zu produzieren. Der 900-seitige Roman fand sofort großen Erfolg.
Malègue wurde von vielen französischen und wallonischen Literaturkritikern als der katholische Proust bezeichnet. Er führte umfangreiche Korrespondenz, darunter mit Paul Claudel, Henri Bergson und Maurice Blondel. 1939 veröffentlichte er den Essayband „Pénombres“.
Im Jahr 1940 wurde Magenkrebs diagnostiziert. Er starb im Dezember desselben Jahres. Sein Roman Pierres noires. Les classes moyennes du Salut blieb unvollendet und wurde posthum veröffentlicht.

## Rezeption
Seit Papst Franziskus 2013 Malègue in einem Interview in der Jesuitenzeitschrift La Civiltà Cattolica zitiert hat, gewann Malègue wieder an Bekanntheit. Der große Roman „Augustin ou Le Maître est là“, zuletzt 1966 veröffentlicht, wurde 2014 erneut von den Éditions du Cerf aufgelegt.

## Schriften (Auswahl)
- Augustin ou le Maître est là, Spes, Paris 1933. Neuauflage: Paris 2014, ISBN 978-2-204-10192-9.
  - Deutsche Übersetzung: Augustin durch Edwin Maria Landau, Benziger, Einsiedeln, 1956
  - Italienische Übersetzung: Agostino Méridier, Turin, 1960
  - Polnische Übersetzung: Augustin also Pan jest tu... durch Urszula Dąmbska-Prokop, Krakau 2017
  - Spanische Übersetzung: Augustin o el maestro esta áhi, durch José Antonio Millán Alba, Madrid 2020
- Pénombres, glanes et approches théologiques, Spes, Paris, 1939
- Pierres noires. Les classes moyennes du Salut, Spes, Paris, 1958